# Лохвицкий, Кондрат Андреевич
Кондра́т Андре́евич Лохви́цкий (9 марта 1774 — 1849) — мистик, археолог.

## Биография
В 1823 году Лохвицкий переехал в Киев, где приобрёл дом. В 1824 году он разыскал фундамент Десятинной церкви. В то же время он стал членом Общества Истории и Древностей Российских. За находку фундаментов князь П. Витгенштейн преподнёс в дар Лохвицкому свою шпагу 1812 года.
Впоследствии Лохвицкий нашел фундаменты каменной Ильинской церкви.
По инициативе Лохвицкого вокруг Золотых Ворот украсили клумбами и установили чугунную решетку.
После смерти оставил огромный архив, который он завещал Киевской духовной академии.